# Pocoknyúlfélék

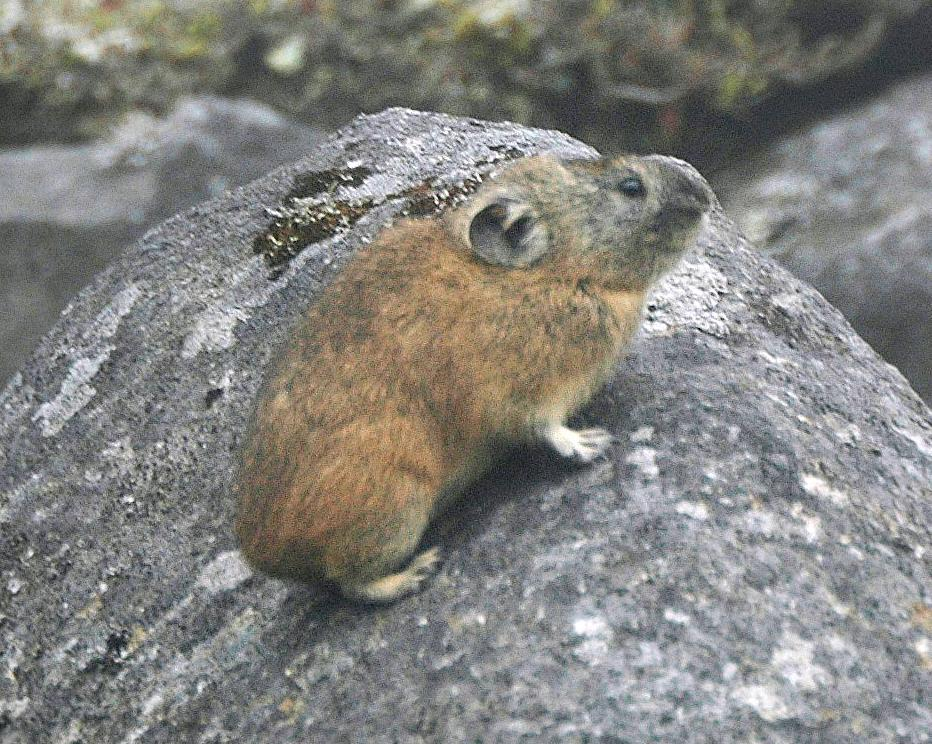
Északi pocoknyúl (Ochotona hyperborea)

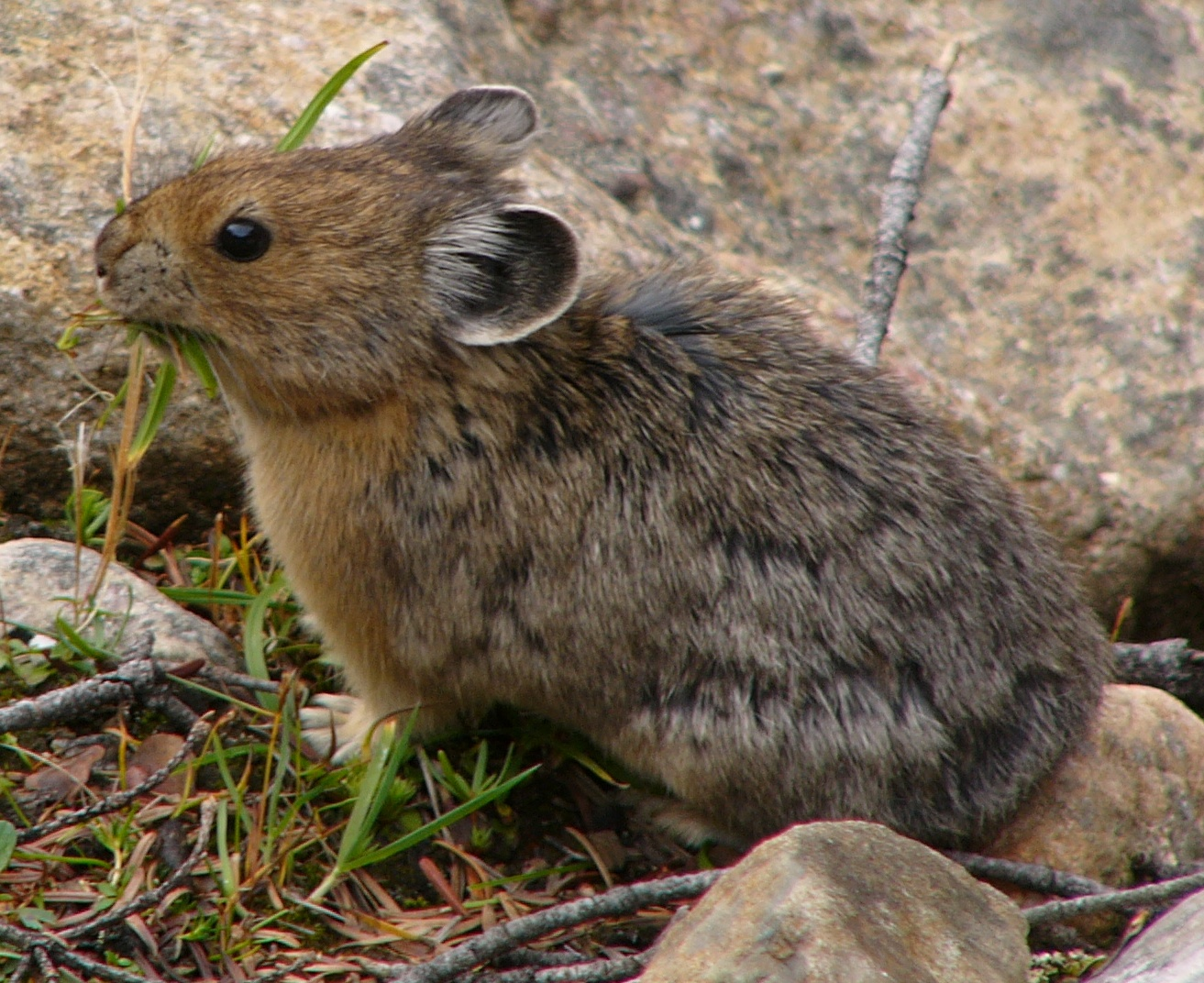
Amerikai pocoknyúl (Ochotona princeps)

A pocoknyúlfélék (Ochotonidae) az emlősök (Mammalia) osztályába és a nyúlalakúak (Lagomorpha) rendjébe tartozó család. A családot csak a 18. században fedezték fel; egyetlen neme a pocoknyúl (Ochotona).
A család egyetlen nemébe 30 faj tartozik. A korábban idesorolt Prolagus nem fajait manapság új családba, a Prolagidae családba helyezték át.

## Előfordulásuk
Az észak-amerikai fajok a Sziklás-hegységben élnek északon Alaszkáig és Yukonig (az ún. kanadai faunavidéken). Az ázsiai fajok Ázsia sztyeppéin és hegységeiben fordulnak elő, nyugaton a Volgáig.

## Megjelenésük
Testhosszuk fajtól függően 12-25 centiméter között változik, csak így a testtömegük is, amely 100-400 gramm lehet. Ezeket a kicsi, tengerimalachoz hasonlító állatokat rövid bunda, széles, kerek fül és a farok hiánya jellemzik. Prémjüknek színe a szürkéstől a vörösbarnáig terjed.

## Életmódjuk
A pocoknyulak egyedül, párban, családban vagy kolóniában élnek. Ha veszély közeledik magas füttyöt hallat. A pocoknyulak úgy készülnek fel a télre, hogy nagy mennyiségű növényt gyűjtenek, a napon megszárítják, majd „szénakazal” formájában az odú közelében tárolják. Táplálékuk sokféle növényből áll. Fajtól függően 4-6 évig élnek.

### Szaporodásuk
Az ivarérettség elérése fajtól függően különbözik 1-12 hónap között. A párzási időszak tavasztól nyárig tart. A vemhesség 20-30 napig tart, ennek végén fajtól függően 1-13 utód születik. A kölykök 6-7 grammosan jönnek a világra, öt nap elteltével megduplázzák súlyukat. 8-9 nap múlva nyílik ki a szemük. A kicsinyeket anyjuk három hétig szoptatja, 3-4 nappal később pedig már elhagyják a fészket.

## Rendszerezés
A család többek között az alábbi nemet, alnemeket és fajokat foglalja magában.
- Ochotona (Link, 1795) – 30 faj
  - Pika alnem, északi pocoknyulak, 8 faj
    - Szibériai pocoknyúl (Ochotona alpina)
    - Ezüstös pocoknyúl (Ochotona argentata)
    - Galléros pocoknyúl (Ochotona collaris)
    - Hoffmann-pocoknyúl (Ochotona hoffmanni)
    - Északi pocoknyúl (Ochotona hyperborea)
    - Pallas-pocoknyúl (Ochotona pallasi)
    - Amerikai pocoknyúl (Ochotona princeps)
    - Turuchan pocoknyúl (Ochotona turuchanensis)

  - Ochotona alnem, pusztai pocoknyulak, 9 faj
    - Gansui pocoknyúl (Ochotona cansus)
    - Feketeajkú pocoknyúl (Ochotona curzoniae)
    - Rövidfarkú pocoknyúl (Ochotona dauurica)
    - Tsing-ling pocoknyúl (Ochotona huangensis)
    - Nubra pocoknyúl (Ochotona nubrica)
    - Kisfülű pocoknyúl (Ochotona pusilla)
    - Afgán pocoknyúl (Ochotona rufescens)
    - Hegyi pocoknyúl (Ochotona thibetana)
    - Thomas-pocoknyúl (Ochotona thomasi)

  - Conothoa alnem, hegyvidéki pocoknyulak, 13 faj
    - Szirti pocoknyúl (Ochotona erythrotis)
    - Forrest-pocoknyúl (Ochotona forresti)
    - Gaoligong pocoknyúl (Ochotona gaoligongensis)
    - Glover-pocoknyúl (Ochotona gloveri)
    - Himalájai pocoknyúl (Ochotona himalayana)
    - Ili pocoknyúl (Ochotona iliensis)
    - Kozlow-pocoknyúl (Ochotona koslowi)
    - Ladak-pocoknyúl (Ochotona ladacensis)
    - Nagyfülű pocoknyúl (Ochotona macrotis)
    - Muli pocoknyúl (Ochotona muliensis)
    - Fekete pocoknyúl (Ochotona nigrita)
    - Alhavasi pocoknyúl (Ochotona roylei)
    - Sziklamászó pocoknyúl (Ochotona rutila)